# William Alwyn
William Alwyn (Smith) (7. november 1905 i Northampton, England – 11. september 1985 i Suffolk, England) var en engelsk komponist, dirigent og pædagog.
Alwyn har skrevet musik i alle genre, men er nok mest kendt som klassisk komponist. Han har skrevet 5 symfonier,  operaer, klaverkoncerter og mange orkesterværker. Han komponerede i en melodiøs sangbar stil.

## Udvalgte værker
- Symfoni nr. 1 (1948-1949) - for orkester
- Symfoni nr. 2 (1953) - for orkester
- Symfoni nr. 3 (1955-1956) - for orkester
- Symfoni nr. 4 (1959) - for orkester
- Symfoni nr. 5 "Hydriotaphia" (1972–1973) - for orkester
- 2 Sinfoniettas (1970, 1976) - for strygeorkester
- "Eventyrspilleren" (1922)- opera
- "Frøken Julie" (1972-1976) - opera (i 2 akter)
- 2 Klaverkoncerter (1930, 1960) - for klaver og orkester
- "5 Preludier" (1927) - for orkester
- "3 Concerto Grosso" (1942, 1948, 1964) - for orkester
- "Afrodite i Aulis" (1932) - for kammerorkester